# راؤول بيسيرا
راؤول بيسيرا (بالإسبانية: Raúl Becerra)‏ (1 أكتوبر 1987 في الأرجنتين - ) هو لاعب كرة قدم أرجنتيني في مركز الهجوم.
لعب مع أرجنتينوس جونيورز وألماجرو ونادي أتليتيكو كولون ونويفا شيكاجو ونادي أم صلال وديبورتيفو كوينكا وديبورتيس إيكيكي.

## وصلات خارجية
- راؤول بيسيرا على موقع قاعدة بيانات كرة القدم.إي يو (الإنجليزية)
- راؤول بيسيرا على موقع Soccerway.com (الإنجليزية)
- راؤول بيسيرا على موقع عالم كرة القدم.نت (الإنجليزية)